# Comtat de Falkenstein
El comtat de Falkenstein fou una jurisdicció feudal de Suïssa al Buchsgau.
Pertanyien a una branca de la casa de comtes de Bechburg i agafaven el nom del castell de Falkenstein del que eren senyors al segle XII però sense el títol comtal. A l'inici del segle XII Rodolf (testimoniat del 1201 al 1224), fill de Rodolf de Bechburg, va agafar el títol de comte no se sap si perquè el reivindicava o per haver adquirit el comtat de Rickenbach, al Gäu; a l'inici del segle XIII el castell de Rickenbach ja estava en ruïnes però fins al segle XII havia estat el centre administratiu d'un dels comtats del Buchsgau; quan va passar per herència als Falkenstein aquestos la van agregar al seu propi domini al Buchsgau. A partir del 1230 Bechburg i Falkenstein van repartir els dominis i van quedar separades. Un altre Rodolf a mitjan segle XIII va construir el castell de Neu-Falkenstein a la gola de Balsthal amb un castell al peu anomenat castell de Cluse (Alt-Falkenstein), gairebé un centre urbà sense tenir consideració de vila. Les mines de limonita de la regió van donar una notable prosperitat a la senyoria.
Falkenstein va tenir el patronatge de l'església de Waldkirch (Niederbipp) que van rebre el 1274 de l'abadia de Saint-Urbain, a canvi del patronatge de Wynau; Falkenstein va vendre Waldkirch a l'inici del segle XIV. També tenia drets a Egerkingen, Oberbuchsiten i Niederbuchsiten. Foren vassalls dels comtes de Froburg (quan el bisbe de Basilea va transmetre el Buchsgau en feu als comtes de Froburg, aquestos van adquirir el dret de cedir el castell de Beu-Falkenstein als senyors/comtes de Bechburg-Falkenstein a títol de sub-feu) i dels comtes de Neuchatel (després Neuchatel-Nidau) i amb aquestos darrers va establir aliances matrimonials a la primera meitat del segle XIII; a l'inici del segle XIV va fer aliança amb els barons de Wädenswil, de Gösgen i els comtes de Thierstein. Al segle XIV, potser a causa d'un casament desigual, van perdre el rang comtal i l'estatus d'homes lliures però això fou de curta durada i a la següent generació van recuperar la condició senyorial.
Sota Werner (1318-1372) el 1356 el castell de Neu-Falkenstein fou afectat per un terratrèmol i la reconstrucció fou complicada i quasi equivalent a una nova construcció; cap al final del seu govern va adquirir per matrimoni la senyoria de Gösgen a la mort del seu oncle Joan de Gösgen, incloent el castell de Niedergösgen. En la guerra contra Basilea, Joan de Viena (1365-1381) va rebre el suport d'Herman de Bechburg-Falkenstein; les reclamacions d'aquest no foren ateses a la signatura de la pau i Falkenstein va demanar una indemnització a Basilea que no fou acceptada; llavors, amb suport d'altres nobles, va decidir prendre la justícia per la seva mà i va assaltar una caravana de comerciants de Basilea prop de Saint-Wolfgang, fent un notable botí. Els grans senyors havien fet poc abans un pacte d'aliança per defensar-se de les accions de la petita noblesa; com que l'atac d'Herman de Bechburg s'havia produït en territori dels comtes de Nidau (Neuchatel-Nidau) fou aquest comte el que va iniciar una expedició contra el castell de Neu-Falkenstein, amb suport de les ciutats de Basilea i de Berna, i dels comtes de Kyburg i de Thierstein; la fortalesa fou assetjada i encara que finalment es va rendir va presentar una resistència ferotge; els nobles capturats es van lliurar pagant fortes multes però els 16 mercenaris que havien defensat la fortalesa foren decapitats al mateix castell; els mercaders de Basilea no van poder recuperar els béns perduts que foren repartits entre els vencedors per cobrir les despeses de l'expedició i Herman encara fou compensat modestament (5.800 florins) per les despeses de la guerra anterior que reclamava, suma amb la que va arranjar el castell de Neu-Falkenstein, si bé la manca de diners el va obligar a hipotecar el castell a Rutschmann de Blauenstein, un cap mercenari destacat en diverses guerres privades. Henmann de Bechburg va morir a Sempach, i Rutschmann de Blauenstein va adquirir llavors Neu-Falkenstein en feu, però els parents d'Herman van reclamar en un plet que va durar anys.
Al segle XIV tenien drets al landgraviat de Buchsgau, que no se sap quan havien adquirit del bisbat, però probablement abans de la pèrdua del títol comtal; el 1402 Rutschmann de Blauenstein va cedir els seus drets a Neu-Falkestein a Soleure si bé no fou fins que es va fer un pagament de danys i interessos a la germana d'Herman que el castell i la senyoria va passar definitivament a Soleure el 1417.
Quan Joan Federic de Falkenstein (mort el 1426) va adquirir la senyoria comtal de Thierstein-Farnsburg i el landgraviat de Sisgau, era només senyor. A la mort de Joan Frederic els drets dels Thierstein-Farnsburg al Buchsgau foren venuts a Berna i a Soleure. El 1443 hi va haver una partició successòria i el 1444 es va adherir al partit austríac en la guerra de Zúric, i Soleure i Berna van ocupar el castell de Farnsburg. El 1452 Joan III va cedir en penyora a Àustria els dominis de Thierstein i finalment va vendre tots els drets sobre els dominis dels Thierstein al Sisgau i Farnsburg a Basilea el 1461; poc abans, el 1458, Tomàs van vendre la senyoria de Gösgen i l'advocacia de Werd a favor de Soleure.
El darrer representant mascle de la família fou Joan Christòfol (1523-1568), conseller imperial i batlle a Alsàcia.